# The Guy Game
The Guy Game è un videogioco sviluppato da Topheavy Studios e pubblicato nel 2004 da Gathering per Xbox, PlayStation 2 e Microsoft Windows.
Videogioco a quiz per adulti, il titolo è stato al centro di una causa che ha coinvolto Take Two Interactive, Microsoft e Sony per via di un filmato che ritraeva una ragazza minorenne in topless. Il gioco è stato ritirato e ripubblicato sotto forma di DVD-Video con il titolo The Guy Game: Game Over!.
Nonostante il gioco non sia classificato come Adults-Only dall'ESRB, il gioco è inserito nella lista dei giochi proibiti sulla piattaforma Twitch.